# Omobranchus aurosplendidus
Omobranchus aurosplendidus är en fiskart som först beskrevs av Richardson, 1846.  Omobranchus aurosplendidus ingår i släktet Omobranchus och familjen Blenniidae. Inga underarter finns listade i Catalogue of Life.